# 시간공포증

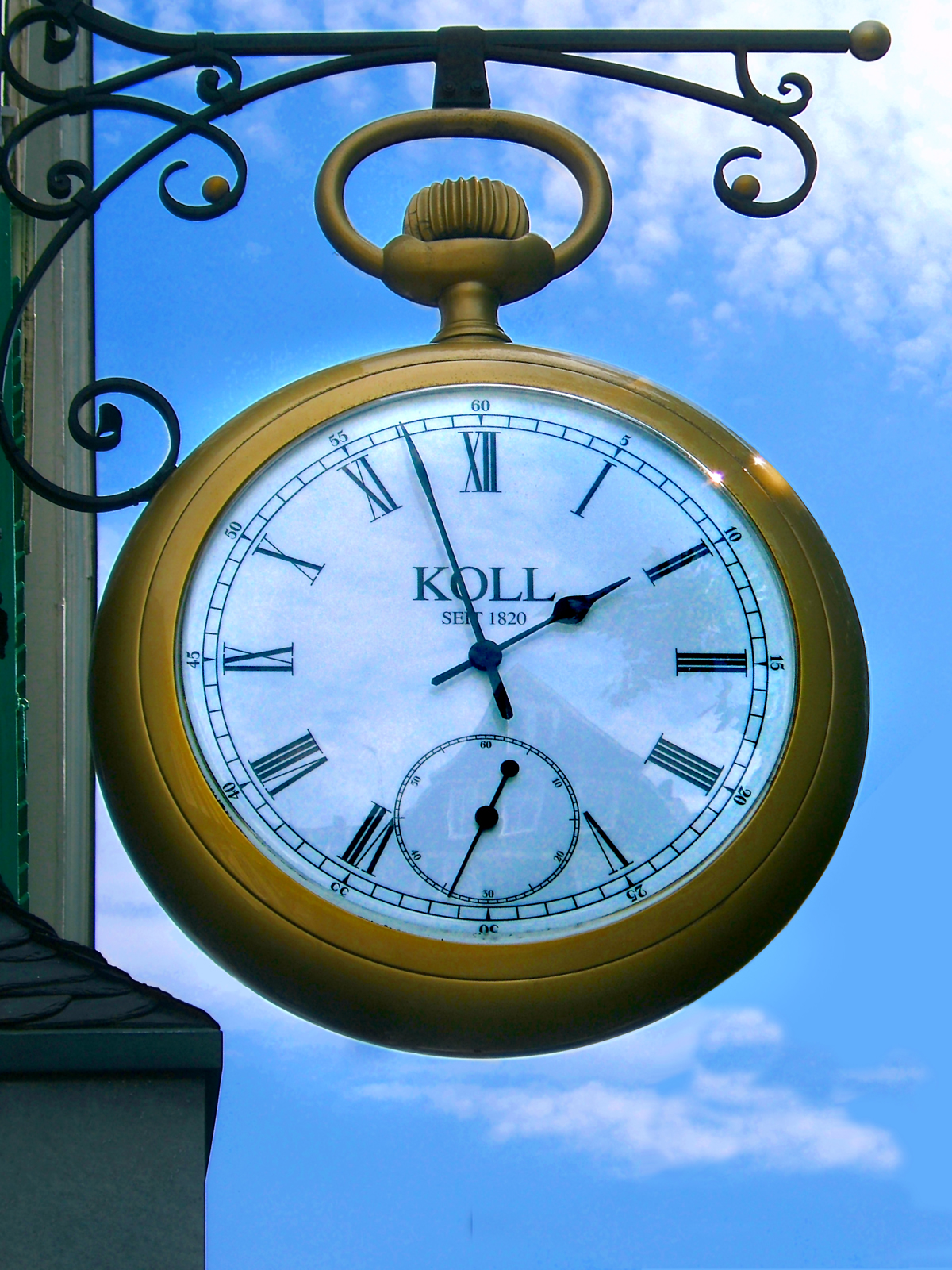

시간공포증(時間恐怖症, Chronophobia)은 시간에의 공포로 파멜라 리에 의해 설명되었다. 공포 장애 중 하나이며, 로즈마리 스톨즈는 다음 시간이 하나가 두려워 할 수 있는 특정 개체이기 때문에 공포증 특정 공포증의 범주에 해당한다고 했다. 어딘가의 약 5.1%와 미국인의 12.5%는 공포증의 일종을 경험했다. 시간공포증은 감옥 수감자와 노인에게 특히 일반적이지만, 자신의 삶에서 스트레스와 불안이 극단적인 사람에게 나타날 수 있다.

## 같이 보기
- 공포증 목록
- 공포 장애
- 불안장애
- 특정 공포증
- 신경증